# Ester de Abreu

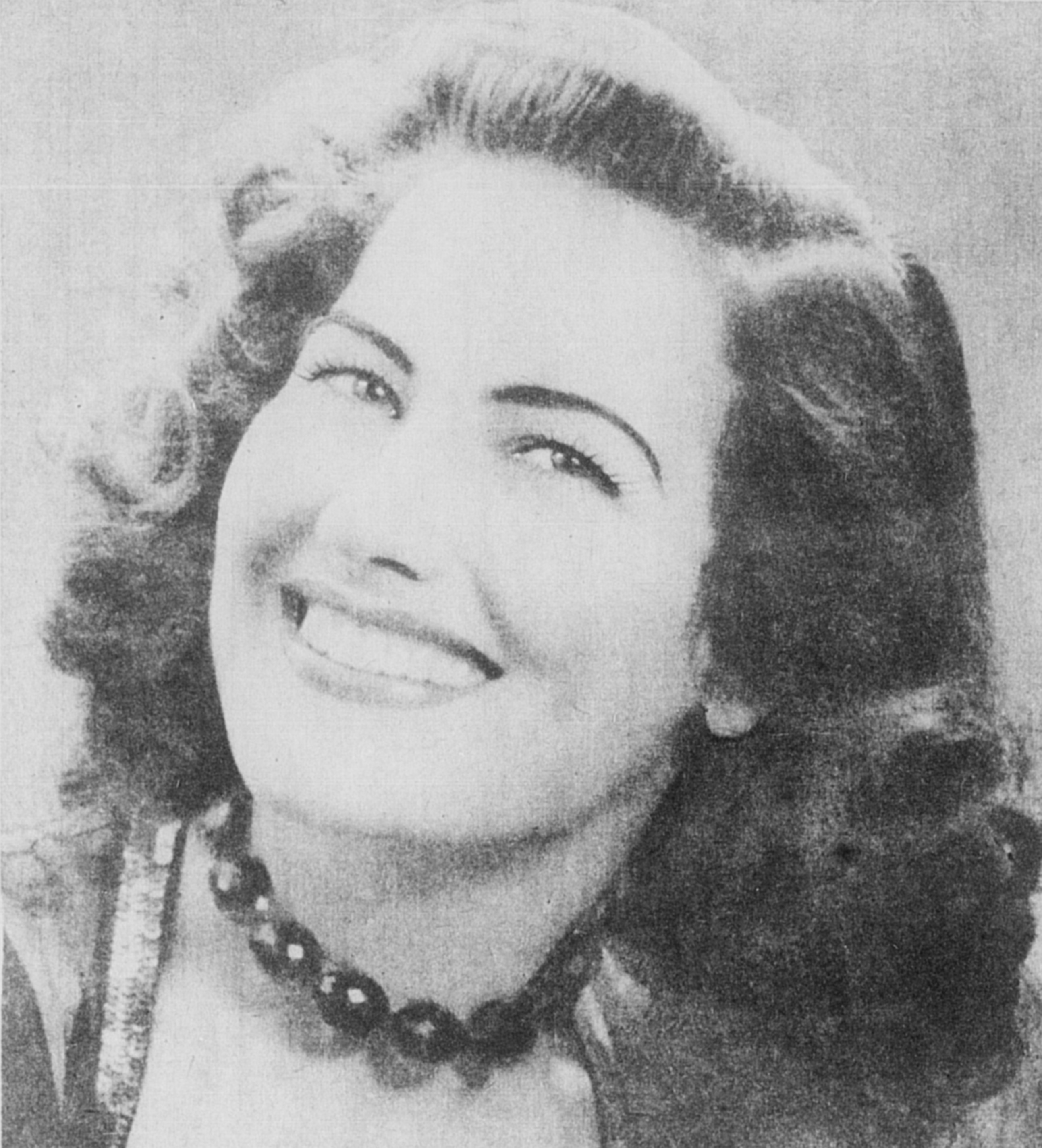
Ester de Abreu (1948)

Ester de Abreu (* 25. Oktober 1921 in Lissabon; † 24. Februar 1997 in Rio de Janeiro) war eine portugiesische Sängerin, die lange Zeit in Brasilien gelebt hat.

## Leben und Wirken
Ester de Abreu begann ihre Laufbahn als Sängerin beim portugiesischen Radio in Programmen für Kinder. Ab 1940 war sie als professionelle Sängerin beim Radio in Lissabon tätig. Im Jahr 1946 gewann sie einen Gesangswettbewerb bei diesem Radiosender. Mehrere Tourneen durch Portugal folgten. 1948 erhielt sie eine Einladung für einen zweimonatigen Aufenthalt im Hotel Copacabana Palace in Rio de Janeiro in Brasilien und trat dort in der Show Sonho nas Berlengas auf. Am Ende ihres Aufenthaltes entschied sie, in Rio de Janeiro zu bleiben, und arbeitete dort beim Rádio Nacional.
1950 nahm sie ihre erste Schallplatte in Brasilien für die Schallplattenfirma Continental mit den Fados Já não sei von Antônio Mestre und Pomar da vida von Renê Bittencourt und Antônio Mestre auf. Im Jahr darauf folgten Aufnahmen von Ai, ai Portugal von Humberto Teixeira und Luiz Gonzaga und der Baião Carro de boi von Humberto Teixeira und Caribé da Rocha. 1952 nahm sie für die Plattenfirma Sinter das Stück Coimbra von José Galhardo und Raul Ferrão auf, das zu ihrem größten Erfolg werden sollte. 1954 veröffentlichte sie ihre erste Langspielplatte bei der Schallplattenfirma RCA Victor. In den 1950er Jahren war sie sehr beliebt und wurde viele Male auf den Titelbildern der Zeitschriften Radiolândia und Revista do Rádio abgebildet. 1955 nahm sie den Foxtrott Gosto milhões von Cole Porter und 1957 mit Fernando César und Dolores Duran das Lied Só fica a saudade und mit Irani de Oliveira und Lourival Faissal den Fado Canção do imigrante auf. 1962 erschien der Bolero Que Deus me dê von Jair Amorim und Evaldo Gouveia bei der Schallplattenfirma Continental.
Die Sängerin vereinte in ihrem Repertoire sowohl die portugiesische Musik des Fado, brasilianische Musik wie Baião, Marcha und Samba-canção und auch damals populäre Musikstile wie Bolero und Foxtrott. Zudem war sie als Filmschauspielerin in vier kleineren Rollen zu sehen.
Ihre Schwester war die Sängerin und Schauspielerin Gilda Valença (1926–1983). 

## Diskographische Hinweise
- Já não sei / Pomar da vida. 78, Continental 1950.
- Ai, ai Portugal / Carro de boi. 78, Continental 1951.
- Perseguição / Reflete, amor. 78, Sinter 1952.
- Coimbra (É uma lição de amor) / Outras mulheres- 78, Sinter 1952.
- Cabral no Carnaval / Ou vai ou racha. 78, Sinter 1953.
- Segredo / Confesso. 78, Sinter 1953.
- Pode ser mentira / Vivo a sofrer. 78, RCA Victor 1954.
- Novo fado da severa / Rosinha dos limões. 78, RCA Victor 1954.
- Mãe preta / Quero-te outra vez. 78, RCA Victor 1954.
- Marcha do cau-cau / Marcha do carneirinho. 78, Sinter 1954.
- Ester de Abreu. LP, RCA Victor 1954.
- Anna / Mariana. 78, Sinter 1954.
- Malagueña / Vira das palmas. 78, RCA Victor 1955.
- Gosto milhões / Samba no Havaí. 78, RCA Victor 1955.
- Fado das caldas / Mais um pouco de amor.  78, RCA Victor 1955.
- Ester de Abreu com Orquestra de Lírio Panicali. LP. Sinter 1955.
- Se um dia / Lavadeiras de Portugal. 78, RCA Victor 1956.
- Que será, será / Sempre que Lisboa canta. 78, RCA Victor 1956.
- Ninguém como tu. 78, RCA Victor 1956.
- Lisboa, não sejas francesa / Pequena do contra. 78, RCA Victor 1956
- Festa das flores / Foi Deus. 78, RCA Victor 1956.
- Volta ao mundo / Marcelino, bom menino. 78, RCA Victor 1957.
- Só ficou a saudade / Canção do imigrante. 78, RCA Victor 1957.
- Casinha branca / Anda amigo. 78, RCA Victor 1957.
- Tu me acostumbraste / Figueira da foz. 78, RCA Victor 1958.
- Mas sou fadista / Sinal da cruz. 78, RCA Victor 1958.
- Gigi / Solidão. 78, RCA Victor 1958.
- Orgulho / Rua sem luz!  78, RCA Victor 1959.
- Amor sou tua / Canção da madrugada. 78, RCA Victor 1959.
- Saudade vai-te embora / Lisboa à noite. 78, RCA Victor 1960.
- Les enfant du pirés / Lisboa. 78, Continental 1961.
- Que Deus me dê / Saudade, não vás. 78, Continental 1962.

## Filmografie
- Vamos Com Calma, 1956
- Pirata do Outro Mundo, 1957
- Como Evitar o Desquite, 1973
- Aventuras d'um Detetive, 1976